# Ekwowie
Ekwowie (starogrecki Αἴκουοι lub Αἴκοι, łac. Aequi) – starożytny lud italski żyjący w górzystym środkowym regionie Półwyspu Apenińskiego, na północnym wschodzie  od Lacjum i w Środkowych Apeninach, na południe od dzisiejszej miejscowości Rieti i na północ od jeziora Fucine. Istnieli już zanim powstał Rzym. Około 500 roku p.n.e. Ekwowie rozprzestrzenili się na zachód, stanowiąc zagrożenie dla Rzymu i Lacjum. Długo walczyli z Rzymianami o niepodległość. 
Ostatecznie zostali przez nich podbici (od około 430 r. p.n.e. do 300 r. p.n.e. odbywał się proces romanizacji). Ich tereny zwane Ekwium stały się koloniami rzymskimi. 
Używali swojego języka – ekwińskiego, o którym niewiele wiadomo, najpewniej należał do rodziny języków italskich. Zachowała się jedynie jedna inskrypcja, zapisana pismem łacińskim. Znajduje się na kamiennej płycie na dnie jednego ze źródeł blisko Collemaggiore.